# Dinka
I dinka (desueto dinca o denca) sono una tribù del Sudan del Sud. Abitano nelle regioni di Bahr al Ghazal e Kordofan. Si calcola che siano 1,5 milioni di persone, corrispondenti al 18% della popolazione totale del Sudan del Sud, di cui rappresentano quindi il maggiore gruppo etnico.
La loro economia si basa soprattutto sulla pastorizia e sull'agricoltura, in particolare la coltivazione del miglio sulle sponde del Nilo e altre varietà di graminacee che però possono essere coltivate solo durante la stagione piovosa. Gli Jieng (sing. Muonyjang) sono il ramo della tribù Dinka che abita le sponde del Nilo, detti Nilotici (originariamente provenienti dalle zone del Nilo Bianco, parlano una lingua Nilotica e includono i Nuer e i Luo), sono di statura ed altezza notevole.
Non sono guidati da nessuna autorità politica centralizzata ma da una fitta rete di clan, i cui capi sono i cosiddetti "Maestri d'Arpione" (punte di lancia da pesca). La loro madrelingua, chiamata dinka oppure thuongjang, appartiene al gruppo delle lingue nilotiche, e più precisamente al ramo caro-nilotico degli idiomi nilo-sahariani; essa viene scritta usando l'alfabeto latino al quale sono aggiunti altri caratteri.Nella lingua dinka il loro nome significa "persone".

## Strategie pastorizie
La regione del Sudan Meridionale è stata descritta come "un grande bacino idrico che piano piano discende verso il nord" attraverso il quale scorrono i fiumi del Nilo Bianco, del Bahr el Jebel, del Bahr al Ghazal, anche detto Nam, e il Sobat. Questi fiumi confluiscono tutti in una grande barriera paludosa.
I vasti giacimenti di petrolio sudanese si trovano nelle regioni meridionali e orientali, le quali fanno parte della grande pianura paludosa, un bacino nel sud Sudan, che raccoglie tutti i fiumi provenienti dal bacino del Congo, Uganda, Kenya e dall'Etiopia. Questi fiumi drenano da una vasta regione che circonda gli stati sudanesi di Bahr al Ghazal e dell'Alto Nilo il cui terreno è principalmente formato da minerale di ferro.
Il territorio può essere suddiviso in diverse classi:
- Territori alti - per l'appunto più alti dei circostanti, anche se di solo alcuni centimetri, sono le sedi dove costruire insediamenti permanenti. La vegetazione consiste in zone di piccoli alberelli e di cespugli con altre zone più boscose.
- Territori intermedi - sono un po' più bassi dei territori alti, si trovano nella zona Etiope e centro-orientale del bacino che è meno soggetta ad inondazioni. La vegetazione è composta da campi alternati a qualche piccolo agglomerato di alberi di acacia.
- Toic - zona annualmente inondata dai grandi fiumi adatta per il pascolo del bestiame.
- Sudd - zona paludosa, più bassa del toic, adatta per la pesca e grande punto di difesa impenetrabile. Impossibile pascolarci il bestiame.

La fauna selvatica del bacino prospera ed è raramente cacciata dagli abitanti locali (Roth 2003).
La tribù Dinka (o Jieng) ha 10 suddivisioni: Atuot, Aliab, Bor, Chiej, Agar, Gok, Rek, Twij, Malual e Ngok; i Malual sono la maggioranza con circa un milione di persone.
Le migrazioni dei Dinka sono determinate dalle inondazioni annuali, nei mesi di maggio e giugno si trasferiscono nei loro "insediamenti permanenti" fatti di fango e tetti in paglia, situati sopra il livello di inondazione, dove coltivano le loro piantagioni di miglio e di grano.
Questi insediamenti, adattati per la stagione delle piogge, di solito sono dotati di granai e stalle. Durante la stagione arida, che inizia nei mesi di dicembre e gennaio, tutti, tranne i malati, le donne, i bambini e gli anziani, si trasferiscono negli insediamenti semi-permanenti del toic per portare al pascolo il gregge.
Le piantagioni di miglio e di grano si trovano nei territori alti e il raccolto viene fatto all'inizio della stagione delle piogge, quando la pioggia è molto abbondante, nei mesi di giugno e agosto. Il bestiame viene portato nel toic nei mesi di settembre e novembre a pascolare nei campi a nutrirsi dei gambi secchi rimasti dalle pianticelle dopo il raccolto del miglio e del grano (Deng 1972).

## Religione e cultura
Il 75% dei Dinka sono cristiani ed il restante 25% è animista. Il dio di questo culto è Nialich (la Carne).
I Dinka hanno un rito per il passaggio all'età adulta: i giovani marchiano la loro fronte con un oggetto affilato e vengono messi a dura prova. Durante la cerimonia del passaggio all'età adulta acquisiscono anche un secondo nome che si ispira al colore delle vacche. Il clan sacerdotale ereditario dei "Maestri d'Arpione", esegue sacrifici bovini al dio Nialich. Un rito centrale della religione Dinka veniva eseguito dai Maestri d'Arpione quando diventavano vecchi, che consisteva nel decidere il giorno della propria morte nel quale si coricavano nel loro sepolcro, dove venivano uccisi su loro esplicita richiesta, dalla comunità.
Il cristianesimo fu introdotto nella regione all'inizio del XIX secolo dai missionari britannici e anche durante le recenti guerre civili.

## Guerra con il Sudan del Nord e lo stato di rifugiati di guerra
Per via dei loro diversi credi religiosi e stili di vita i Dinka hanno dichiarato guerra nel 1983 al Governo Islamico di Khartoum, capeggiati da John Garang de Mabior sotto il partito dell'Esercito di Liberazione del Popolo di Sudan (S.P.L.M.). Il conflitto durò 21 anni ed è conosciuto come la Seconda Guerra Civile Sudanese, durante la quale persero la vita molti Dinka. I Dinka dichiararono guerra anche alle tribù dei Nuer.
Gruppi di rifugiati di guerra Sudanesi, appartenenti ai Dinca, possono essere trovati a Jacksonville, Clarkston un quartiere in Atlanta, e a Edmonton nel Canada. La loro esperienza è stata narrata in molti libri, canzoni e filmati.
Nel 2004 il primo volume del romanzo grafico Echoes of the Lost Boys of Sudan ("Echi dei ragazzi dispersi del Sudan") fu distribuito a Dallas in Texas. Le varie esperienze dei rifugiati Dinca furono narrate nei documentari The Lost Boys of Sudan di Megan Mylan e Jon Shenk e nel libro The Lost Boys of Sudan di Mark Bixler.

## Il massacro di Bor del 1991
Il 15 novembre 1991, durante la Seconda guerra civile in Sudan, combattenti di etnia Nuer appartenenti ai gruppi armati noti come SPLA-Nasir (una fazione all'interno dell'Esercito di Liberazione del Popolo del Sudan) e Nuer White Army uccisero un numero stimato di almeno 2.000 civili di etnia Dinka nella città di Bor. La devastazione e il saccheggio del territorio causarono una crisi umanitaria che continuò a mietere vittime negli anni successivi. L'allora comandante dello SPLA-Nasir, Riek Machar, in seguito vicepresidente del Sudan del Sud (2011-2016), ha ammesso pubblicamente nel 2012 le proprie responsabilità nel massacro.